# 佛罗伦萨手抄本

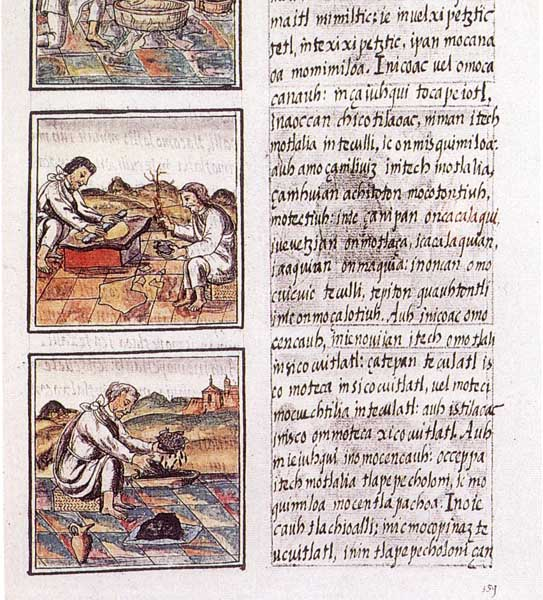
佛罗伦萨手抄本第九卷第51页的内容，来自世界数字图书馆

《新西班牙事物通史》（西班牙語：Historia general de las Cosas de Nueva España）是16世纪西班牙方济各会修士贝尔纳迪诺·德萨阿贡（Bernardino de Sahagún）所作的民族志文献，使用西班牙语和纳瓦特尔语双语写成，描述美洲古文明阿兹特克的风土人情。原题为《新西班牙事物普遍史》（La Historia Universal de las Cosas de Nueva España），因翻译问题而未获准确流传。其中保存最完整的手稿即“佛罗伦萨手抄本”（Códice Florentino），现藏于意大利佛罗伦萨的老楞佐图书馆，因而得名。参与编撰的除德萨阿贡本人之外，还有他在特拉特洛尔科圣克鲁斯学院（Colegio de Santa Cruz de Tlatelolco）的纳瓦族学生。
德萨阿贡于1545年开始编撰工作，直至1590年，亦即他去世之年才宣告完成。全本达2,400页，分为十二卷，内含2,000多张纳瓦式绘画，完整全面地记录了阿兹特克文明的文化、宗教、社会、经济和历史样貌。它也被誉为“有史以来最杰出的非西方文化纪录之一” 。
美国人查尔斯·迪布尔（Charles E. Dibble）和亚瑟·安德森（Arthur J. O. Anderson）率先将抄本翻译为英文，前后历时三十年。2012年手抄本全卷内容的数字扫描版已上传至世界数字图书馆。

## 图片库

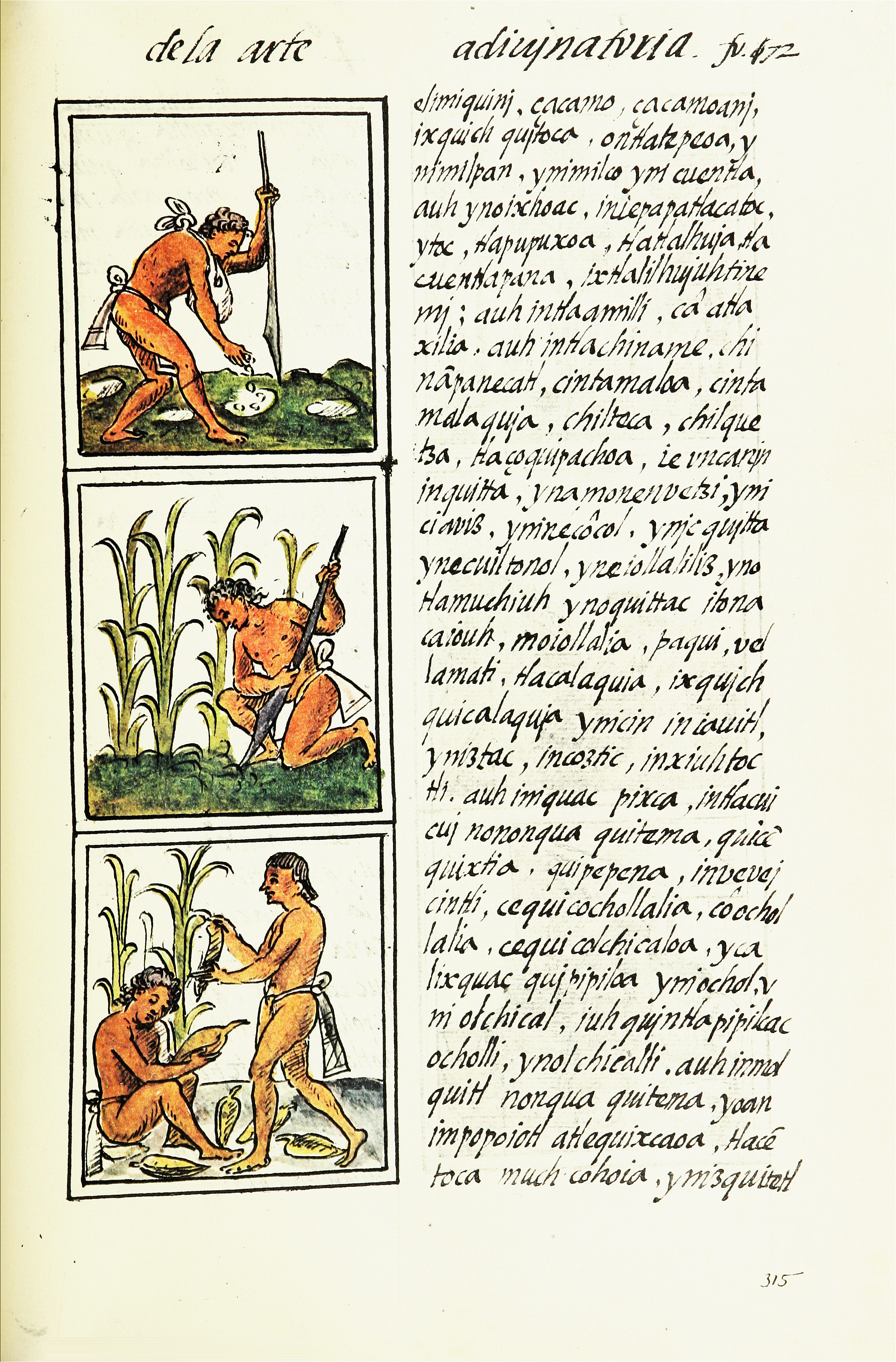
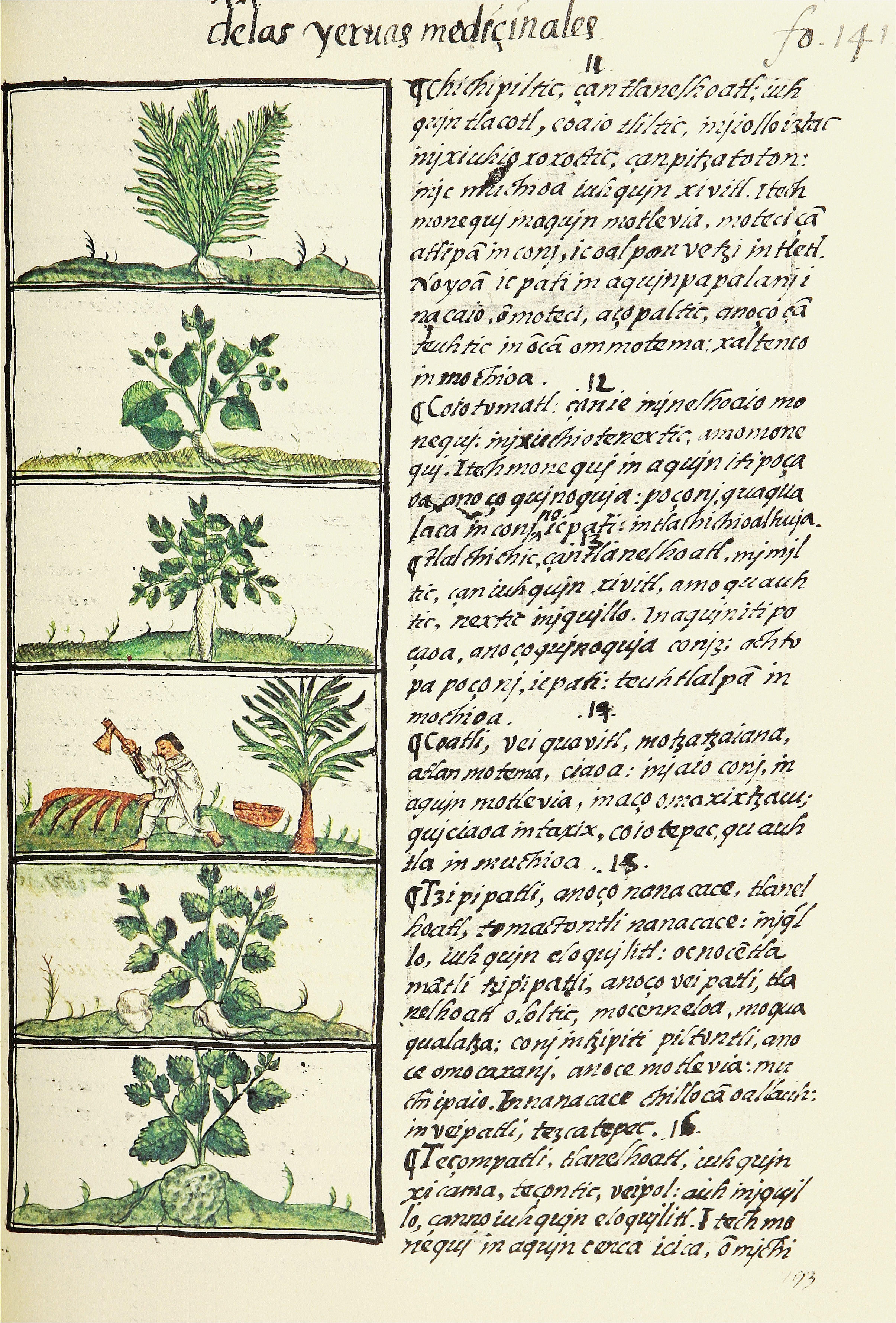
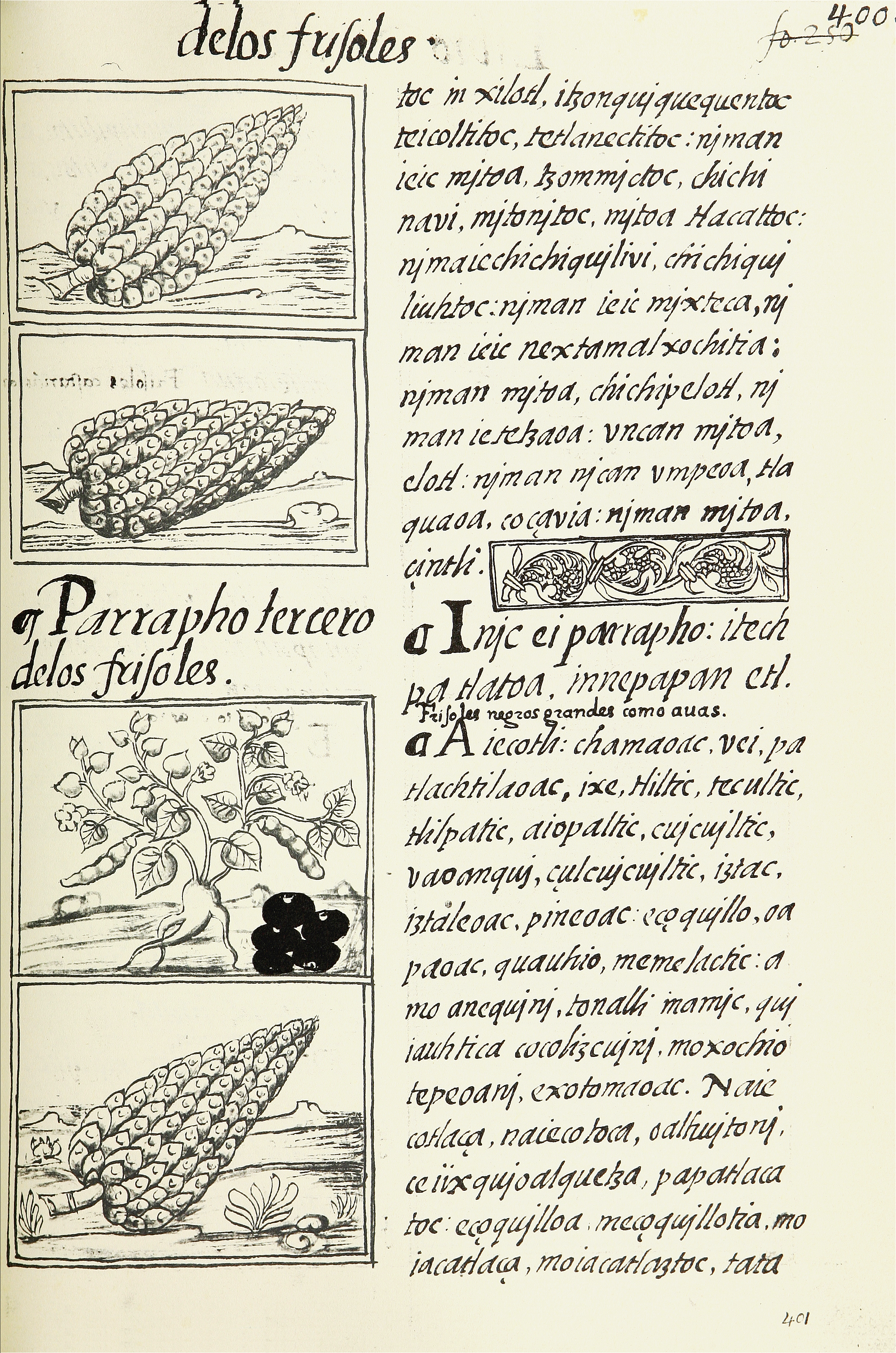
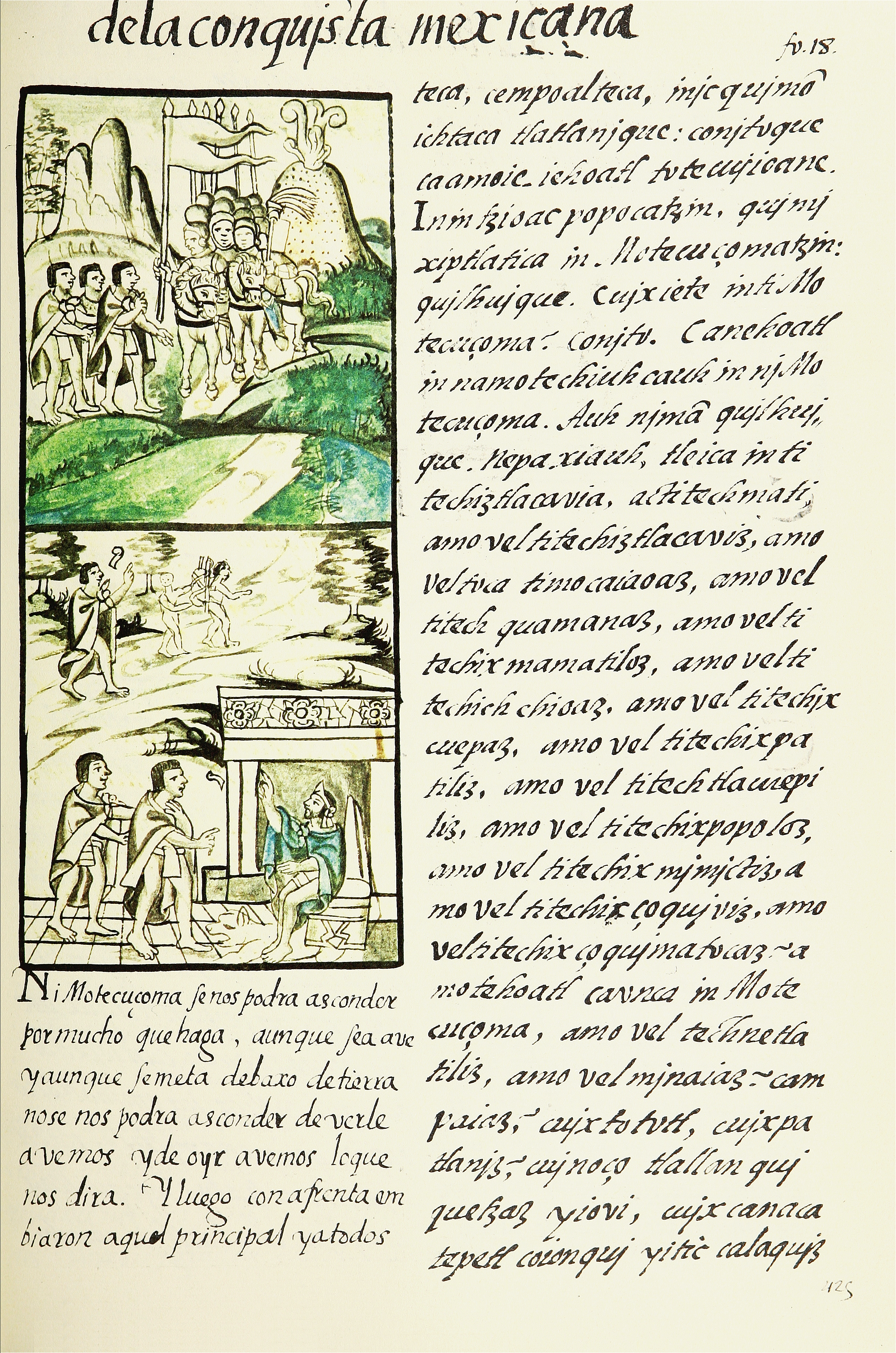
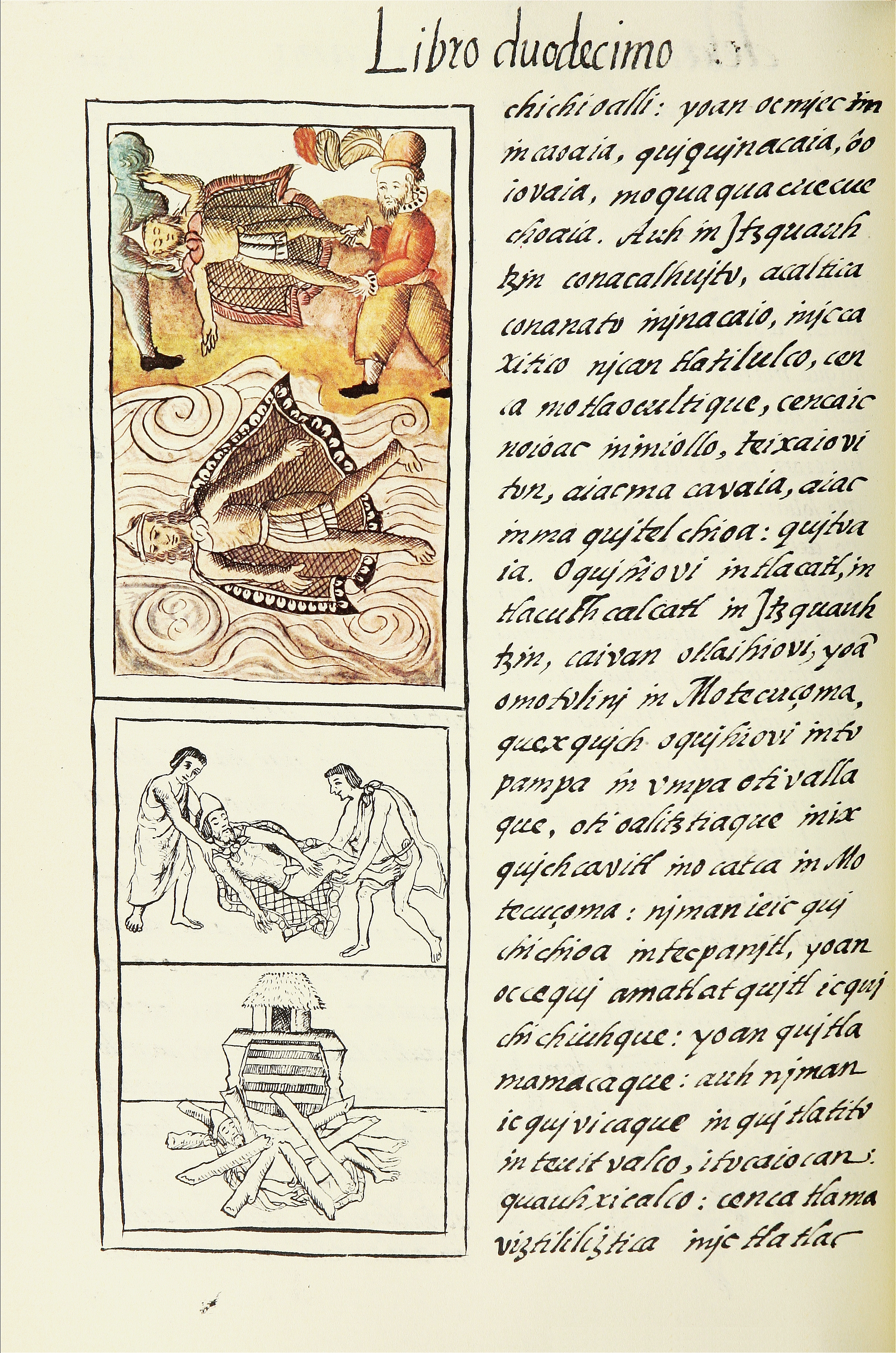

## 版本
- General History of the Things of New Spain by Fray Bernardino de Sahagún: The Florentine Codex （页面存档备份，存于），世界数字图书馆
- Bernardino de Sahagún, translated by Arthur J. O. Anderson and Charles E. Dibble; The Florentine Codex : General History of the Things of New Spain, 12 volumes; University of Utah Press (January 7, 2002), hardcover, ISBN 087480082X ISBN 978-0874800821
- Bernardino de, Sahagun; Kupriienko, Sergii. . Kyiv: Видавець Купрієнко С.А. 2013 [2013]  [4 September 2013]. ISBN 978-617-7085-07-1. （原始内容存档于2020-06-08）.